# Piaseczno Gołków
Piaseczno Gołków – wąskotorowy przystanek osobowy, a dawniej stacja kolejowa w Piasecznie, w dzielnicy Gołków-Letnisko, w województwie mazowieckim, w Polsce.

## Infrastruktura
Na tej niegdysiejszej stacji znajduje się budynek dworcowy wzniesiony wg projektu Konstantego Jakimowicza. Wcześniejszy budynek był drewniany i spłonął podczas I Wojny Światowej. Obiekt posiadał jeden tor główny zasadniczy i tor główny dodatkowy. Ten drugi został rozebrany. Posiadał dwa perony, semafory kształtowe i kasę biletową.